# Repau
Repau ist ein Ortsteil  der Stadt Südliches Anhalt im Landkreis Anhalt-Bitterfeld in Sachsen-Anhalt. Er gehört zur Ortschaft Libehna.

## Geografie
Das Dorf Repau liegt zwischen der Kreisstadt Köthen (Anhalt) im Nordwesten und Bitterfeld-Wolfen im Südosten.

## Geschichte
Im Gegensatz zu den meisten Orten der heutigen Stadt Südliches Anhalt gehörte Repau nicht zum Fürstentum Anhalt, obwohl es mitten in dem Gebiet lag. Als Exklave war der Ort bis 1815 dem kursächsischen Amt Zörbig angegliedert. Durch die Beschlüsse des Wiener Kongresses kam er zu Preußen und wurde 1816 dem Kreis Bitterfeld im Regierungsbezirk Merseburg der Provinz Sachsen zugeteilt, zu dem er seitdem als Exklave gehörte.
Am 1. April 1942 wurden bei einem Gebietsaustausch zwischen den Freistaaten Preußen und Anhalt die preußischen Exklavenorte  Möst bei Schierau, Pösigk, Priorau, Repau und Schierau mit dem Grenzort Goltewitz dem anhaltischen Landkreis Dessau-Köthen zugeordnet. Im Gegenzug kam der anhaltische Grenzort Wadendorf zum preußischen Landkreis Bitterfeld.
Repau wurde am 1. Juli 1950 nach  Libehna eingemeindet. Dieses war bis zur Neubildung der Einheitsgemeinde Südliches Anhalt am 1. Januar 2010 eine selbständige Gemeinde in der Verwaltungsgemeinschaft Südliches Anhalt mit den zugehörigen Ortsteilen Repau und Locherau. Seitdem ist Repau ein Ortsteil innerhalb der Ortschaft Libehna der Stadt Südliches Anhalt.

## Verkehrsanbindung
Westlich von Repau verläuft die Bundesstraße 183 von Bitterfeld-Wolfen nach Köthen (Anhalt).